# Wingville (Oregon)
Wingville az Amerikai Egyesült Államok északnyugati részén, Oregon állam Baker megyéjében, a Wingville Lane és az Old Wingville Road csomópontjában elhelyezkedő önkormányzat nélküli település.
Névadója a déli államok vezérőrnagya, Sterling Price katonáinak azon szárnya (wing), akik a polgárháborút követően Baker megyében telepedtek le. Az 1871. június 23-a és 1879 júliusa között működő posta első vezetője John R. McLain volt.

## Fordítás
- Ez a szócikk részben vagy egészben  a   Wingville, Oregon című angol Wikipédia-szócikk ezen változatának fordításán alapul.  Az eredeti cikk szerkesztőit annak laptörténete sorolja fel. Ez a jelzés csupán a megfogalmazás eredetét és a szerzői jogokat jelzi, nem szolgál a cikkben szereplő információk forrásmegjelöléseként.